# (100122) Alpes-Maritimes
(100122) Alpes-Maritimes est un astéroïde de la ceinture principale.

## Description
(100122) Alpes Maritimes est un astéroïde de la ceinture principale. Il fut découvert par le CERGA le 15 août 1993 à Caussols. Il présente une orbite caractérisée par un demi-grand axe de 3,2 UA, une excentricité de 0,16 et une inclinaison de 6,02° par rapport à l'écliptique.
Il fut nommé en référence au fait qu'il s'agit de la millième planète mineure numérotée découverte dans les Alpes-Maritimes, des débuts en 1885 à l'observatoire de Nice à celui de la Côte d'Azur. L'astéroïde, initialement nommé « Alpes Maritimes » (sans trait d'union), voit son nom rectifié en « Alpes-Maritimes » le 13 janvier 2025.

## Compléments